# Флавий Виктор
Флавий Виктор (лат. Flavius Victor; убит в 388 году) — римский император-узурпатор с 383/384 или 387 по 388 годы.
Виктор был сыном военного магистра Галлии Магна Максима, который восстал против Грациана в 383 году. Максим был признан Феодосием I в качестве законного императора Западной Римской империи. В 383/384 или в середине 387 года Виктор стал августом и соправителем отца. В 387 году Максим вторгся в Италию и сверг Валентиниана II, брата и наследника Грациана. В ответ на это в 388 году Феодосий выдвинулся против него. Феодосий победил Максима в двух битвах в Паннонии, и нанёс его армии решающее поражение при Аквилее, захватив Максима, который был казнён 28 августа 388 года. Вскоре и сам Виктор был убит в Августе Треверов франкским полководцем Арбогастом.

## Биография
Год рождения Флавия Виктора неизвестен. Его отцом был военный магистр Галлии Магн Максим. В июле 383 года Максим поднял восстание в Британии против императора Грациана. Он взял под свой контроль Галлию и Испанию и получил признание от Феодосия I, императора Восточной Римской империи.
Виктор был назначен августом Западной Римской империи в 383/384 или в середине 387 года, что сделало его соправителем отца. Считается весьма вероятным, что Максим планировал основать династию, поскольку было отчеканено множество монет с изображением его сына.
В конце 387 года Магн Максим вторгся в Италию и изгнал Валентиниана II, брата Грациана. Он установил свою власть над Италией, однако ему не удалось захватить Валентиниана, который бежал в Фессалонику, в то время входившую в состав Восточной Римской империи. Сначала Феодосий не обратил внимание на многочисленные просьбы Валентиниана, но спустя несколько месяцев по неизвестным причинам он изменил своё мнение. Руфин сообщает, что Валентиниан обязался принять православие, тогда как Евнапий утверждает, что Валентиниан предложил руку своей сестры Галлы Феодосию, жена которого недавно умерла, в обмен на помощь в восстановлении престола. Узнав об этом поздней весной 388 года, Максим поспешно собрал свои силы. Его армия дважды потерпела поражение в Паннонии, сначала при Сисции, а затем при Петовионе, после чего Максим отступил в Италию, где он потерпел окончательное поражение около Аквилеи 28 августа 388 года. Во время битвы Максим попал в плен и вскоре был обезглавлен. В том же месяце Виктор, оставшийся в галльском городе Августа Треверов, был казнён франкским военачальником Арбогастом.